# Liu Wang
Liu Wang (Pingyao, 25 marzo 1969) è un astronauta cinese.

## Biografia e carriera
Nato nel 1969, Liu Wang è entrato nel 1988 nell'Aeronautica dell'Esercito Popolare di Liberazione ed è diventato pilota, totalizzando circa 1000 ore di volo e arrivando al grado di colonnello.
Nel 1998 è stato selezionato come taikonauta. Nel giugno 2012 è andato nello spazio con la Shenzhou 9, la prima missione con equipaggio umano che ha raggiunto la stazione spaziale cinese Tiangong 1.
Liu Wang è membro del Partito Comunista Cinese.